# Ermatingen
Ermatingen (toponimo tedesco) è un comune svizzero di 3 202 abitanti del Canton Turgovia, nel distretto di Kreuzlingen.

## Geografia fisica
Ermatingen si affaccia sul lago di Costanza (Untersee).

## Storia
Nel 1975 ha inglobato il comune soppresso di Triboltingen.

## Monumenti e luoghi d'interesse
- Chiesa paritaria di Sant'Albino, eretta nel XII-XIII secolo[senza fonte];
- Castello di Rellingsches, eretto nel XII-XIII secolo[senza fonte];
- Albergo Adler, attestato dal 1270[senza fonte];
- Castello di Wolfsberg, eretto nel 1571[2] e ricostruito nel 1731[senza fonte];
- Villa Lilienberg, eretta nel 1840 circa[senza fonte].

## Società

### Evoluzione demografica
L'evoluzione demografica è riportata nella seguente tabella (con Triboltingen):
Abitanti censiti

## Amministrazione
Ogni famiglia originaria del luogo fa parte del cosiddetto comune patriziale e ha la responsabilità della manutenzione di ogni bene ricadente all'interno dei confini del comune.

## Infrastrutture e trasporti
Ermatingen è servito dall'omonima stazione sulla ferrovia Sciaffusa-Rorschach.